# Fort Leonard Wood
Fort Leonard Wood is een plaats (census-designated place) in de Amerikaanse staat Missouri, en valt bestuurlijk gezien onder Pulaski County.

## Demografie
Bij de volkstelling in 2000 werd het aantal inwoners vastgesteld op 13.666.

## Geografie
Volgens het United States Census Bureau beslaat de plaats een oppervlakte van
252,8 km², waarvan 251,7 km² land en 1,1 km² water.

## Plaatsen in de nabije omgeving
De onderstaande figuur toont nabijgelegen plaatsen in een straal van 28 km rond Fort Leonard Wood.